# Riddu Riđđu
Riddu Riđđu (Riddu Riđđu Festivàla, nordsamiska för "Liten storm på kusten-festivalen") är en årlig kulturfestival vid Manndalsälven vid Senter for nordlige folk i Samuelsberg i Manndalen i Kåfjords kommun i Troms fylke i Norge.
Festivalen har som mål att synliggöra och utveckla samers och andra  ursprungsfolks kultur och identitet. Den arrangerades första gången 1991 och har sedan avlöpt varje sommar. I festivalprogrammet ingår konserter, teater, seminarier, utställningar och ungdomsläger. Fram till 2009 arrangerades Riddu Riđđu av arrangörsföreningen Gáivuona Sámenuorat och senare Riddu Riđđu Searvi. I samband med att festivalen fick statsbidrag gjordes en organisationsförändring genom att aktiebolaget Riddu Riđđu Festivála A/S bildades 2010. 

## Priser och utmärkelser
Under festivalen delas priser ut till aktörer som på något sätt uppmärksammat samiskt liv. Detta sker samarbete med Center för nordliga folk som står för Buoššipriset och Universitetet i Tromsø – Norges arktiska universitet som delar ut Árdnapriset. Buoššipriset tilldelas en person eller en förening som arbetat för att uppmärksamma kustsamisk kultur. Árdnapriset tilldelas den student som skriver den bästa masteruppsatsen med urfolk eller samiska som tema.